# Gerardo Diego
Gerardo Diego Cendoya (ur. 3 października 1896 w Santanderze, zm. 8 lipca 1987 w Madrycie) – hiszpański poeta, historyk literatury i muzyk, przedstawiciel Pokolenia 27. 
Od 1947 członek Hiszpańskiej Akademii Królewskiej. W literaturze przedstawiciel kreacjonizmu i ultraizmu. 
W młodości autor wierszy realistycznych, świadczących o umiejętności odnawiania form tradycyjnych: „El romencenode la novia” (1920) i „Versos humanos” (1925).
Stworzył zbiory poezji: „Imagen” (1922), „Manuel de espumas” (1924). W późniejszych utworach np. „Alondra de verdad” (1941), nawiązywał do barokowego gongoryzmu. Był stronnikiem generała Francisco Franco.